# Șînkivșciîna, Lubnî
Șînkivșciîna (în ucraineană Шинківщина) este un sat în comuna Berezivka din raionul Lubnî, regiunea Poltava, Ucraina.

## Demografie
Componența lingvistică a localității Șînkivșciîna
     Ucraineană (97,98%)
     Rusă (2,02%)
Conform recensământului din 2001, majoritatea populației localității Șînkivșciîna era vorbitoare de ucraineană (97,98%), existând în minoritate și vorbitori de rusă (2,02%).